# الحلاف (بني أحمد إموكزان)
الحلاف هي إحدى مشيخات المملكة المغربية، تتبع جغرافيا لإقليم الحسيمة وإداريًا لبني أحمد إموكزان. يقدر عدد سكانها بـ 2305 نسمة حسب الإحصاء الرسمي للسكان والسكنى لسنة 2004.